# Formica gagates
Formica gagates é uma espécie de formiga do gênero Formica, pertencente à subfamília Formicinae.